# 666 (ban nhạc)
666 là một nhóm các DJ người Đức, được thành lập bởi Thomas Detert và Mike Griesheimer vào năm 1997. Họ sản xuất một bản phối lại nhạc điện tử và thường bao gồm lời bài hát bằng tiếng Tây Ban Nha và tiếng Anh. Nhóm nhạc tan rã vào năm 2005.

## Danh sách đĩa nhạc

### Album
| Tiêu đề             | Thông tin                                                                | Vị trí cao nhất trên bảng xếp hạng | Vị trí cao nhất trên bảng xếp hạng | Vị trí cao nhất trên bảng xếp hạng | Vị trí cao nhất trên bảng xếp hạng | Vị trí cao nhất trên bảng xếp hạng | Chứng nhận      |
| Tiêu đề             | Thông tin                                                                | DEN                                | FIN                                | FRA                                | NOR                                | SWE                                | Chứng nhận      |
| ------------------- | ------------------------------------------------------------------------ | ---------------------------------- | ---------------------------------- | ---------------------------------- | ---------------------------------- | ---------------------------------- | --------------- |
| Paradoxx            | - Phát hành: 1998 - Nhãn đĩa: House Nation - Định dạng: LP, CD, cassette | 1                                  | 17                                 | 9                                  | 2                                  | 4                                  | - DEN: Platinum |
| Nitemare            | - Phát hành: 1999 - Nhãn đĩa: House Nation - Định dạng: CD, cassette     | —                                  | —                                  | —                                  | —                                  | —                                  |                 |
| Who's Afraid Of...? | - Phát hành: 2000 - Nhãn đĩa: House Nation - Định dạng: LP, CD, cassette | 7                                  | —                                  | 27                                 | —                                  | 26                                 |                 |

### Đĩa đơn
| 1997                                     | "Alarma!"               | 56 | 24 | —  | 6  | 45 | 5  | 31 | 58 |             | Paradoxx                 |
| 1998                                     | "Diablo"                | 37 | 24 | —  | 6  | —  | 10 | 38 | —  |             | Paradoxx                 |
| 1998                                     | "Amokk"                 | 46 | 20 | 25 | 8  | —  | 4  | 16 | —  |             | Paradoxx                 |
| 1998                                     | "Paradoxx"              | 94 | 32 | 22 | 29 | —  | —  | 26 | —  | - SWE: Gold | Paradoxx                 |
| 1999                                     | "I'm Your Nitemare"     | —  | —  | —  | —  | —  | —  | 36 | —  |             | Paradoxx                 |
| 1999                                     | "Get Up 2 Da Track"     | —  | —  | 58 | —  | —  | —  | —  | —  |             | Paradoxx                 |
| 1999                                     | "Bomba!"                | —  | —  | —  | 19 | —  | —  | 30 | —  |             | Nitemare                 |
| 1999                                     | "The Demon"             | —  | —  | —  | —  | —  | —  | —  | —  |             | Nitemare                 |
| 2000                                     | "D.E.V.I.L."            | —  | —  | —  | 35 | —  | —  | 19 | 18 |             | Who's Afraid Of...?      |
| 2000                                     | "Dance 2 Disco"         | —  | —  | —  | 58 | —  | —  | —  | —  |             | Who's Afraid Of...?      |
| 2000                                     | "The Millenium Megamix" | —  | —  | —  | —  | —  | —  | —  | —  |             | Who's Afraid Of...?      |
| 2001                                     | "Supa-Dupa-Fly"         | 76 | 51 | —  | 36 | —  | —  | 48 | —  |             | Hellraiser (The Best of) |
| 2002                                     | "Rhythm Takes Control"  | —  | —  | —  | 65 | —  | —  | 48 | —  |             | Insanity                 |
| 2003                                     | "Insanity"              | —  | —  | —  | —  | —  | —  | —  | —  |             | Insanity                 |
| 2004                                     | "Dance Now!"            | —  | —  | —  | —  | —  | —  | —  | —  |             | Insanity                 |
| 2005                                     | "Policia"               | —  | —  | —  | —  | —  | —  | —  | —  |             | Đĩa đơn không album      |
| 2017                                     | "Exit The Arena"        | —  | —  | —  | —  | —  | —  | —  | —  |             | Đĩa đơn không album      |
| "—" biểu thị đĩa đơn không được xếp hạng |                         |    |    |    |    |    |    |    |    |             |                          |